# ستويان جوبليانين
ستويان جوبليانين (بالصربية: Стојан Жупљанин) (من مواليد 28 سبتمبر 1951) هو قائد سابق في شرطة صرب البوسنة والهرسك.
وُلِد جوبليانين في ماسلوفاري وهي قرية تابعة لبلدية كوتور فاروش في البوسنة والهرسك. بصفته قائد شرطة صرب البوسنة والهرسك خلال حرب البوسنة والهرسك كان جوبليانين يسيطر على قوات الشرطة المسؤولة عن معسكرات الاعتقال حيث كان آلاف السجناء محتجزين في ظروف مروعة وقتل العديد منهم. ويُزعم أيضا أن جوبليانين لعب دور مركزي في تدمير مجتمعات البوشناق وكروات البوسنة والهرسك في منطقة كرايينا المتمتعة بالحكم الذاتي.
في 14 مارس 1999 وجهت إليه المحكمة الجنائية الدولية ليوغوسلافيا السابقة تهم الإبادة الجماعية والجرائم ضد الإنسانية وانتهاكات قوانين وأعراف الحرب وخرق اتفاقيات جنيف.
في أكتوبر 2005 داهمت الشرطة المحلية وقوات حفظ السلام التابعة للاتحاد الأوروبي منزل جوبليانين لكنهم فشلوا في العثور عليه. تم القبض عليه في 11 يونيو 2008 بالقرب من بلغراد عاصمة صربيا وتم تسليمه إلى المحكمة الجنائية الدولية ليوغوسلافيا السابقة حيث دفع بأنه غير مذنب في جميع التهم الموجهة إليه.
في 27 مارس 2013 أُدين جوبليانين بارتكاب جرائم ضد الإنسانية وحكم عليه بالسجن لمدة 22 عام من قبل محكمة جرائم الحرب في لاهاي.

## لائحة الاتهام
بموجب أحكام لائحة الاتهام يُتهم ستويان جوبليانين على أساس مسؤوليته الجنائية الفردية (المادة 7 الفقرة 1 من النظام الأساسي للمحكمة الجنائية الدولية ليوغوسلافيا السابقة) وعلى أساس مسؤوليته الجنائية بصفته رئيس هرمي (المادة 7 الفقرة 3 من النظام الأساسي للمحكمة الجنائية الدولية ليوغوسلافيا السابقة) عن:
تهمتان تتعلقان بالإبادة الجماعية (المادة 4 من النظام الأساسي للمحكمة الجنائية الدولية ليوغوسلافيا السابقة):
- الإبادة الجماعية والتواطؤ في الإبادة الجماعية.

خمس جرائم ضد الإنسانية (المادة 5 من النظام الأساسي للمحكمة الجنائية الدولية ليوغوسلافيا السابقة):
- الاضطهادات
- الإبادة
- التعذيب
- الطرد
- الأفعال اللاإنسانية (النقل القسري).

تهمتان لانتهاكات قوانين الحرب أو أعرافها (المادة 3 من النظام الأساسي للمحكمة الجنائية الدولية ليوغوسلافيا السابقة):
- التدمير الوحشي أو التدمير العشوائي للمدن أو القرى لا تبرره ضرورة عسكرية.
- التدمير أو الإضرار المتعمد بالمؤسسات المكرسة للدين.

ثلاث تهم تتعلق بانتهاكات جسيمة لاتفاقيات جنيف لعام 1949 (المادة 2 من النظام الأساسي للمحكمة الجنائية الدولية ليوغوسلافيا السابقة):
- القتل العمد.
- التعذيب.
- الاستيلاء على الممتلكات أو نهبها دون أن تكون هناك ضرورة عسكرية تبرر ذلك على نطاق واسع وبطريقة غير مشروعة وتعسفية.